# Біблія Лютера
Біблія Лютера (нім. Lutherbibel) — переклад Біблії німецькою мовою, зроблений Мартіном Лютером і його найближчими сподвижниками (серед них був, наприклад, німецький реформатор Філіпп Меланхтон).
Переклад Лютера і його сподвижників зіграв ключову роль в Реформації в Німеччині. Він також став основою німецької літературної мови.

## Історія
Новий заповіт Лютер переклав в період з грудня 1521 по березень 1522 року у Вартбурзькому замку. Використовував як першоджерело грецький текст — Textus Receptus у виданні Еразма Роттердамського 1516 року. Від використання офіційно прийнятого в католицькій церкві латинського перекладу — Вульгати — Лютер свідомо відмовився. У вересні 1522 року текст перекладеного ним Нового Заповіту був надрукований в друкарні Мельхіора Лоттата у Віттенберзі, отримавши неофіційну назву «Вересневої Біблії» або «Вересневого заповіту» (Septembertestament). У 1534 році вперше вийшов повний текст Біблії Лютера (Старий і Новий Заповіт). У 1545 році вийшло нове повне видання Біблії (останнє — під редакцією Лютера), яке в біблеїстиці відоме під назвою Biblia Deudsch.